# 茂松庾氏
茂松庾氏（ムソンニュし、무송유씨）は、朝鮮の氏族の一つ。本貫は全羅北道高敞郡である。2015年の調査では、12,459人である。
庾氏は、中国に起源を持つ姓氏であり、茂松庾氏の始祖は、高麗太祖を支援して三韓統一に功績を挙げ、三重大匡統合三韓翊贊公臣に封ぜられた庾黔弼である。
庾黔弼の先祖は、新羅初期に中国から新羅に帰化した庾荀悠である。

## 集姓村
- 大田広域市大徳区坪村洞
- 全羅南道長城郡北一面星山里
- 全羅南道咸平郡鶴橋面谷昌里
- 全羅南道務安郡玄慶面玄化里
- 全羅北道高敞郡古水面仁城里
- 全羅北道高敞郡孔音面建洞里
- 全羅北道高敞郡大山面
- 忠清北道沃川郡安南面道農里
- 忠清北道沃川郡安南面道徳里
- 忠清北道沃川郡安南面池水里
- 黄海道平山郡文武面養魚里[2]